# Rezerwat biosfery Wadi al-Allaki
Rezerwat biosfery Wadi al-Allaki – egipski rezerwat biosfery obejmujący rzekę Wadi al-Allaki, leżącą w południowym Egipcie, około 180 km na południe od Asuanu w okolicach wschodniego brzegu Jeziora Nasera. Rozciąga się ona od Riwiery Morza Czerwonego po Dolinę Nilu. W roku 1993 cała dolina rzeczna i jej okolice została objęta Rezerwatem biosfery Wadi al-Allaki, o całkowitej powierzchni 2 380 000 hektarów (23,8 tys. km²). Leży on na wysokości 165–1500 m n.p.m.

## Ludność
Główną grupą etniczną okolic Wadi al-Allaki jest plemię Ababde, występuje również plemię Biszarin. Lokalna ludność zajmuje się produkcją węgla drzewnego, wypasem zwierząt oraz zbiorem roślin o wartości medycznej. W roku 2006 obszar rezerwatu zasiedlało 512 ludzi. Zebrane rośliny zabierane są do Asuanu celem sprzedaży. W górnym biegu rzeki występują także złoża złota. Niektóre z inskrypcji naskalnych w jej regionie, datowane na okres istnienia Nowego Państwa, dotyczą właśnie wydobycia tego minerału.

## Flora
Na obszarze RB Wadi al-Allaki odnotowano 139 gatunków roślin. Wzdłuż doliny (w obszarze zalewanym) napotkać można zarośla tamaryszków (Tamarix), Heliotropium supinum (ogórecznikowate) i Glinus lotoides (ugłasowate). Na obszarze, który nie jest sezonowo zalewany, występują głównie kserofiliczne gatunki, jak Salsola baryosma (szarłatowate) i Acacia ehrenbergiana. Okolice górnego biegu Wadi Allaqi zdominowane są przez Balanites aegyptiaca (parolistowate), Salvadora persica (Salvadoraceae) - zagrożone w innych częściach Egiptu - Acacia raddiana i Acacia tortilis. Napotkać można trawę z gatunku Cymbopogon schoenanthus (w języku angielskim zwaną camel grass), rzadką wśród flory Egiptu; olej z niej uzyskany pity jest w charakterze napoju odświeżającego, jest również sprzedawany. Inne rośliny biorące udział w handlu to Citrullus colycynthis, Senna alexandrina i Solenostemma argel.

## Fauna
Odnotowano 13 gatunków ssaków. Są to m.in. kot arabski (Felis margarita), osioł afrykański (Equus africanus), owca grzywiasta (Ammotragus lervia). Na rok 1996 w rezerwacie występowała prawdopodobnie największa egipska populacja gazeli dorkas (Gazella dorcas) - w styczniu 1996 roku wynosiła ponad 300 osobników. Na obrzeżach zbiornika Nasera, wliczonego w rezerwat biosfery, licznie występują ważki z gatunków Trithemis annulata i Brachythemis leucosticta. W zaroślach tamaryszków, w kamieniach i korzeniach występują przedstawiciele czarnuchowatych, np. Adesmia cothurnata.

## Awifauna
W dolnym biegu rzeki, gdzie panują bardziej sprzyjające warunki, występują osiadłe gatunki ptaków, jak przedstawiciele Gallinula (na terenie Egiptu występuje kokoszka zwyczajna G. chloropus i kokoszka mała G. angulata), modrzyk (Porphyrio porphyrio), rybaczek srokaty (Ceryle rudis) i kazarka egipska (Alopochen aegyptiacus). U wybrzeży Jeziora Nasera w zimie pojawiają się pelikany dzioborogie (Pelecanus erythrorhynchos), czaple siwe (Ardea cinerea) oraz bociany czarne (Ciconia nigra); w trakcie odpoczynku w migracji również i bociany białe (Cicocnia ciconia) pojawiają się w okolicy Wadi Allaqi. W zaroślach tamaryszków pojawiają się podrózniczki (Luscinia svecica) i prinie zwyczajne (Prinia gracilis). Obszary pustynne zapewniają miejsca lęgowe dla gatunków takich jak stepówka piaskowa (Pterocles coronatus) i dzierlatka zwyczajna (Galerida cristata); obszary bardziej skaliste zaś zamieszkują kuropatewka pustynna (Ammoperdix heyi) oraz jaskółka płowa (Ptyonoprogne obsoleta). Z padlinożernych gatunków występuje sęp uszaty (Torgos tracheliotos). W górnym biegu rzeki, w świetlistych lasach, spotykany jest dżunglotymal saharyjski (Turdoides fulva). Do lat '60 XX wieku obserwowano również stada strusi czerwonoskórych (Struthio camelus), ostatni raz odnotowano 4 osobniki w roku 1991.